# SAMD12
SAMD12 (англ. Sterile alpha motif domain containing 12) – білок, який кодується однойменним геном, розташованим у людей на 8-й хромосомі. Довжина поліпептидного ланцюга білка становить 201 амінокислот, а молекулярна маса — 22 907.
| 10         |  | 20         |  | 30         |  | 40         |  | 50         |
| ---------- |  | ---------- |  | ---------- |  | ---------- |  | ---------- |
| MAVEALHCGL |  | NPRGIDHPAH |  | AEGIKLQIEG |  | EGVESQSIKN |  | KNFQKVPDQK |
| GTPKRLQAEA |  | ETAKSATVKL |  | SKPVALWTQQ |  | DVCKWLKKHC |  | PNQYQIYSES |
| FKQHDITGRA |  | LLRLTDKKLE |  | RMGIAQENLR |  | QHILQQVLQL |  | KVREEVRNLQ |
| LLTQGTLLLP |  | DGWMDGEIRR |  | KTTLLLGQTG |  | VRENLLLFLH |  | RISIIENSIQ |
| I          |  |            |  |            |  |            |  |            |

A: Аланін

C: Цистеїн

D: Аспарагінова кислота

E: Глутамінова кислота

F: Фенілаланін

G: Гліцин

H: Гістидин

I: Ізолейцин

K: Лізин

L: Лейцин

M: Метіонін

N: Аспарагін

P: Пролін

Q: Глутамін

R: Аргінін

S: Серин

T: Треонін

V: Валін

W: Триптофан